# أخدرية صغيرة الأزهار
أخدرية صغيرة الأزهار (الاسم العلمي: Oenothera parviflora) هو نوع نباتي يتبع جنس الأخدرية من الفصيلة الأخدرية.